# Хэмпстед (Квебек)
Хэмпстед — город в провинции Квебек, Канада. У города есть псевдоним: Город-сад.

## История
Город Хэмпстед был основан в 1914 году. Он был спроектирован как эксклюзивный город-сад. В муниципальных границах нет розничных магазинов. Город был назван в честь другого города-сада, лондонского пригорода Хемпстед-Виллидж. Как и в Хемпстед-Виллидже, в Хэмпстеде проживают многие состоятельные граждане, и он конкурирует с несколькими другими пригородами за первое место в рейтинге самых высоких средних домохозяйственных доходов в Канаде.

### Слияние и разделение
1 января 2002 года в рамках муниципальной реорганизации Монреаля Хэмпстед был объединен с Кот-Сен-Люком и Монреаль-Уэстом и стал называться Кот-Сен-Люк-Хэмпстед-Монреаль-Уэст. Однако после смены правительства и референдума 2004 года все три города были восстановлены в качестве независимых 1 января 2006 года.

## Демография
| 1966 | 1971 | 1976 | 1981 | 1986 | 1991 | 1996 | 2001 | 2006 | 2011 | 2016 |
| ---- | ---- | ---- | ---- | ---- | ---- | ---- | ---- | ---- | ---- | ---- |
| 6158 | 7035 | 7562 | 7598 | 7886 | 7219 | 6986 | 6974 | 6996 | 7153 | 6973 |

| Язык                     | Население | Процентное отношение (%) |
| ------------------------ | --------- | ------------------------ |
| Английский               | 5 440     | 77,77 %                  |
| Французский              | 890       | 12,72 %                  |
| Английский и Французский | 70        | 1 %                      |
| Другие языки             | 590       | 8,43 %                   |

## Политика
Члены городского совета :
1. Warren Budning
2. Harvey Shaffer (переизбран)
3. Jack Edery (переизбран)
4. Leon Elfassy (переизбран)
5. Michael Goldwax (переизбран)
6. Karen Zajdman